# Грязнуха (Камышинский район)
Грязнуха — хутор в Камышинском районе Волгоградской области России. Входит в состав Лебяженского сельского поселения.
Население — 79 чел. (2010)

## География
Хутор расположен в степной местности, в пределах Приволжской возвышенности, являющейся частью Восточно-Европейской равнины, на реке Камышинке, на высоте около 80 метров над уровнем моря.
Почвы каштановые.
Часовой пояс
Грязнуха, как и вся Волгоградская область, находится в часовой зоне МСК (московское время). Смещение применяемого времени относительно UTC составляет +3:00.

## История
Дата основания не установлена. Хутор Грязнуха отмечен на военно-топографической карте 1870 года.
С 1928 года — в составе Камышинского района Камышинского округа (округ упразднён в 1934 году) Нижневолжского края (с 1935 года — Сталинградского края, с 1936 года — Сталинградской области, с 1961 года — Волгоградской области). Хутор относился к Средне-Камышинскому сельсовету. Решением Сталинградского облисполкома от 23 апреля 1959 года № 10/211 § 43 Средне-Камышинский сельсовет был упразднён, а хутор был передан в состав Лебяжинского сельсовета

## Население
Динамика численности населения
| 1987 | 2002 |
| ---- | ---- |
| ≈ 80 | 79   |

| 2010 |
| ---- |
| 79   |

## Инфраструктура
Личное подсобное хозяйство с зоной сельскохозяйственного использования, индивидуальная застройка усадебного типа.

## Транспорт
Через хутор проходит автодорога Камышин — Котово. По автомобильным дорогам расстояние до районного центра города Камышин — 15 км, до областного центра города Волгоград — 190 км, до административного центра сельского поселения села Лебяжье — 12 км, до ближайшего города Петров Вал — 3,4 км. Севернее села проходит железнодорожная ветка Петров Вал — Камышин Приволжской железной дороги.